# Леві Мванаваса
Леві Патрік Мванаваса (англ. Levy Patrick Mwanawasa; нар. 3 вересня 1948, Муфуліра, Замбія — пом. 19 серпня 2008, Париж, Франція) — президент Замбії від 2 січня 2002 до 29 червня 2009 року.

## Біографія
Здобувши юридичну освіту, працював за фахом. у 1991—1994 — віце-президент Замбії, 1996 програв на виборах лідеру партії Рух за багатопартійну демократію чинному президентові Фредерику Чілубі.
2001 року був кандидатом від ДМД і переможцем президентських виборів, змінивши Чілубу. Результати виборів оспорювалися опозицією в суді, але безуспішно. Мванаваса виступав з програмою підвищення рівня життя замбійців (в цей час 75 % замбійців живуть менше ніж на 1$ в день) і в 2006 був переобраний на другий термін.
Леві Мванаваса переніс інсульт 29 червня 2008 року в єгипетському Шарм-еш-Шейху, куди він прибув для участі в саміті африканських країн. Після нетривалого лікування в Єгипті він був перевезений в паризьку клініку Валь-де-Грас, де помер 19 серпня 2008 року.